# Sólo se vive una vez
Pour les articles homonymes, voir On ne vit qu'une fois (homonymie).
Pour plus de détails, voir Fiche technique et Distribution.
Sólo se vive una vez, parfois traduit On ne vit qu'une fois, est une comédie d'action satirique hispano-argentine réalisée par Federico Cueva et sortie en 2017.

## Synopsis
Leonardo Andrade joue de malchance : il est constamment au mauvais endroit au mauvais moment. Après avoir enregistré un meurtre en vidéo par hasard, il s'enfuit pour rester en vie et, pour survivre, il doit se dissimuler. Sous une nouvelle identité, il deviendra un juif hassidique orthodoxe. Un impitoyable assassin français, Duges, et ses associés Tobías López et Harken se lancent à la recherche de Leo. Leur course-poursuite ininterrompue se poursuit sans relâche. Le temps presse et leurs ennemis se rapprochent. Leo, accompagné d'une bande de marginaux, va devoir relever le plus grand défi de sa vie.

## Fiche technique
- Titre original espagnol : Sólo se vive una vez[2]
- Réalisation : Federico Cueva
- Scénario : Sergio Esquenazi, Axel Kuschevatzky, Mariana Busetto
- Photographie : Guillermo Nieto
- Montage : Fran Amaro
- Musique : Alfonso González Aguilar
- Production : 	Axel Kuschevatzky
- Société de production : DirecTV, INCAA, Telefe, Axel Kuschevatzky MyS Producción, Bowfinger Int. Pictures, Quexito Films
- Pays de production :  Argentine -  Espagne
- Langue originale : espagnol
- Format : couleurs - Son stéréo
- Genre : comédie d'action satirique
- Durée : 90 minutes
- Date de sortie :
  - Argentine : 15 juin 2017
  - Espagne : 12 octobre 2017

## Distribution
- Peter Lanzani : Leonardo Andrade
- Gérard Depardieu : Duges
- Santiago Segura : Tobias Lopez
- Hugo Silva : Harken
- Carlos Areces : Sergio González Peña
- María Eugenia Suárez : Flavia
- Pablo Rago (es) : Agustín
- Walter Donado (es) : Arzola
- Luis Brandoni (es) : Mendi
- Pablo Cedrón (es) : Olivera
- Arancha Martí (es) : Sara Kreiner
- Darío Lopilato (es) : Yosi
- Adryano Matianellu : Juan
- Naim Sibara (es) : Van Damme
- Pepe Monje (es) : Pompier
- Alejandro Fiore (es) : Seagal
- Iván Steinhardt : Policier